# Ендометријална биопсија
Ендометријална биопсија једна је од дијагностичка метода у гинекологији која се заснива на узимању и прегледу узорка ткива слузокоже ендометријума материце, њеног канала и грлића за патохистолошку дијагнозу. Метода је инвазивна, и може бити праћена компликацијама и зато захтева од лекара адекватно стручно знање и добро познавање патологије и анатомије. 

## Општа разматрања
Ендометријум представља врло комплексан ендокрини циљни орган у којем се, у току репродуктивног доба, дешавају знатне морфолошке и султраструктурне промене. Једна од најчешћих промена је хиперплазија са неколико структурних промена.
У скоро 24% случајева патологију материшта чине полипи ендометријума. Они настају као последица естрогене стимулације слузокоже материце и неједнаке осетљивости појединих делова ендометријума на деловање естрогена. Атрофични полипи се јављају код жена постменопаузи највероватније као последица регресије хиперпластичних и функционалних полипа ендометријума. У полипу могу да се развију различити типови хиперплазије или канцер ендометрија. Према литератури, удруженост са малигним променама је у 0-13%, а 12-34% пацијентица са карциномом ендометрија има истовремено и полипи ендометријума. С обзиром да полип има склоност према пролиферацији ендометријума, сматра се да пацијентице са полипом ендометријума имају повећани ризик настанка карцинома материце.

## Индикације
Индицирана је код сумњивог или патолошког клиничког, цитолошког налаза, затим при нескладу са цитолошким налазом као и код код нејасног објективног налаза којим се болест не може да објасни цитолошким налазом. У том смисли постоји велики број индикација за ендометријалну биопсију међу којима су значајније:
- Жене са хроничном ановулацијом попут синдромаа полицистичних јајника имају повећан ризик за болести ендометријума и у том смислу ендометријална биопсија може бити корисни за процену њиховог стања и искључење специфичних хиперплазија ендометријума или рака.
- Код жена са патолошким вагиналним крварењем биопсија може указати на присуство патолошких хиперплазије ендометријума или карцином.
- Код пацијената са сумњом на рак материце, биопсија може открити присуство ћелија рака у ендометријум или грлићу материце.
- У женске неплодности ова тест може послужити за процену стања слузокоже материце (ако је правилно темпирана са овулацијом). Међутим, као се исте информације могу добити тестом крви на нивое прогестерона, биопсију треба избегавати.

## Начин извођења биопсије
Биопсија се начелно изводи амбулантно као наставак других дијагностичких прегледа женских гениталија. Узорак за патоистолошки преглед узима се биопсијом уз контролу ока или и уз помоћ сецијалних апарата са оптиком (вентуално са уграђеном камером) и хладним светлом (за осветљавање посматртаног подручја), са најсумњивијег места. 
Поступак
Поступак се може обавити у општој анестезији, или без ње, спроводи се у неколико фаза, најћешће у операционој сали за ендоскопске интервенције:
- Пацијентица пре анестезије прво поставља у лежећи положај (на леђа) са подигнутим ногама ослоњеним на специјалне држаче.
- Потом се у унутрашњост вагине убацује инструмент (спекулум) и поставља у отворенн положај, тако да се кроз њега види грлић материце.
- Пре увођење инструмента за биопсију на материци се врши Шилерова јодна проба, која се састоји у премазивању површине посматране порције луголовим раствором помоћу дугачког штапића. Јодом из луголовог раствора се здрав епител обоји тамномрко, док патолошки промењен плочасти епител и здрав цилиндрични епител остају светли. Јод позитивна проба значи да је плочасти епител здрав, односно да на том месту вероватно нема карцинома. Јод негативна проба значи да је епител остао светле боје и да је сумњив, између осталог и на карцином.[8]
- Потом се грли материце лагано придржавати инструментом како би се материца фиксирала у стабилан боложај, а други инструментом може да се лагано развуче и отвори грлић материце ако је је он превише затегнут.
- На крају поступка у материчну дупљу се уводи нструмент за прикупљање узорка ткива материце. Он се прво лагано прво проводи кроз грлић и материцу, све до одређених локација са којих се врши узорковање ткива.
- По завршеној биопсији узорак ткива и инструменти селагано уклањају.
- Ако је поступак рађен под анестезијом пацијентица проводи извесно време у соби за опоравак, а потом, ако је свеу реду, дозвољено је да иде кући.

Узорковање материјала
Узорковање материјала може се обавити:
- Биоптичким клештима (punch биопсија)
- Уз помоћ клинастих биопсија ножем уколико се сумњаа на ширење промена у дубље слојеве ткива.[9]

Појединачна биопсија или punch биопсија се данас мање препоручује јер постоји велика могућност да се узорак не узме са правог места. Зато многи патолози и клиничари, данас, дају предност клинастим биопсијама уколико је реч о опсежнијим променама или уколико су промена шире у околне структуре оболелог органа.